# Sinothomisus liae
Sinothomisus liae là một loài nhện trong họ Thomisidae.
Loài này thuộc chi Sinothomisus. Sinothomisus liae được miêu tả năm 2006 bởi Guo Tang et al..